# Erich Gottfried Abraham
Erich Gottfried Abraham (Marienburg, 27 maart 1895 - Wiesbaden, 7 maart 1971) was een Duitse officier en General der Infanterie tijdens de Tweede Wereldoorlog. Hij voerde het commando over de 76e Infanteriedivisie en het 63e Legerkorps.

## Leven
Erich Abraham werd op 27 maart 1895 in Marienburg, Oost-Pruisen geboren. Tijdens het uitbreken van de Eerste Wereldoorlog trad Abraham als oorlogsvrijwilliger toe tot het Deutschordens-Infanterie-Regiment Nr. 152. Op 6 december 1915 werd hij tot Gefreiter en op 15 maart 1915 tot Unteroffizier bevorderd. Daarna volgde zijn bevordering tot Vizefeldwebel en Offiziersaspirant op 12 mei 1915. Hij werd op 12 augustus 1915 overgeplaatst naar het 341e Infanterieregiment, waar hij als Zugführer  (pelotonscommandant) dienst deed. Van 19 augustus tot 6 september 1915 functioneerde hij als plaatsvervangend  Kompanieführer  (compagniescommandant). Van 20 februari tot 26 april 1916 werkte hij als plaatsvervangend adjudant van het 1e bataljon. En vanaf 20 mei 1916 werd hij als plaatsvervangend adjudant van het 3e bataljon ingezet. Op 11 september 1916 werd hij tot adjudant benoemd. In deze gelijke functie was Abraham vanaf 13 februari 1917 in het 1e bataljon werkzaam, hierdoor werd hij op 11 juli 1917 tot Leutnant der Reserve bevorderd. Hij werd op 20 juli 1917 als ordonnansofficier in de staf van het regiment ingezet. Op 25 januari 1918 werd hij als ordonnansofficier overgeplaatst naar de staf van de 86e Divisie. Hij bleef bij deze divisie tot het einde van de oorlog, en sloot zich op 19 december 1918 bij het Freiwilligen-Detachment Drews aan.

### Interbellum
Op 1 maart 1920 werd Abraham in de Reichswehr opgenomen. Vanwege de verkleining van het leger, nam hij op 20 mei 1920 ontslag uit de actieve dienst. Hij behield de rang van een Oberleutnant der Reserve. Op 21 mei 1920 trad hij in dienst van de politie in Stettin. Daar was hij op 20 juni 1921 als leider (Hundertschaftführer) van een politie eenheid van 100 man en in de wijk werkzaam. Abraham ging van 20 augustus tot 20 december 1923 naar de hogere politieschool in Eiche, en volgde daar een leergang (Führerlehrgang) waarna hij bevorderd werd tot Polizei-Hauptmann. Op 9 april 1925 werd hij als adjudant voor personeelsaangelegenheden in de Schutzpolizei ingezet. Vanaf 15 augustus tot 1 oktober 1931 ging hij nogmaals naar de hogere politieschool in Eiche, en volgde daar een Führergehilfenlehrgang. Daarna volgde zijn overplaatsing naar de Landespolizeiinspektion Charlottenburg alsmede op 1 oktober 1933 naar de staf van de Landespolizeiinspektion Brandenburg-Berlijn. Vanaf daar werd hij naar leiderschapsopleiding B (Führerlehrgang B) gecommandeerd, en werd op 20 april 1934 tot Polizei-Major bevorderd. Als zodanig was hij groepsleider (Gruppenleiter) van de afdeling 2A van de Landespolizeiinspektion Brandenburg.
Op 15 oktober 1935 trad hij weer in dienst van de Heer, en werd als compagniechef van het 18e infanterieregiment ingezet. In de gelijke functie was Abraham op 6 oktober 1936 in het 105e Infanterieregiment werkzaam, en werd op 27 februari 1936 tot commandant van het 1e bataljon benoemd. Als bataljonscommandant werd hij bevorderd tot Oberstleutnant.

### Tweede Wereldoorlog
Na het uitbreken van de Tweede Wereldoorlog, nam Abraham op 21 november 1939 het commando van het 3e bataljon van het 266e Infanterieregiment over. Hij werd met terugwerkende kracht vanaf 29 maart 1940 tot commandant van het 230e Infanterieregiment benoemd. Abraham werd op 13 november 1942 voor zijn verdiensten in het noordelijk gebied rond Stalingrad met het Ridderkruis van het IJzeren Kruis onderscheiden. Midden januari 1943 werd hij tot commandant van de Schule II für Offiziersanwärter der Infanterie in Wiener Neustadt benoemd. Van 22 februari 1943 tot 20 maart 1943 volgde hij de 2. Divisionsführerlehrgang in Berlijn. Op 1 april 1943 werd hij tot commandant van het 76e Infanteriedivisie benoemd. Op 26 juni 1944 werd Abraham met het Ridderkruis van het IJzeren Kruis met Eikenloof onderscheiden, dit vanwege zijn leiding over de divisie die erin slaagde om een bruggenhoofd ten noordwesten van Odessa over de Latka te veroveren, en die voor hun uit het oosten komende Duitse troepen open te houden, die door de Russische troepen teruggeslagen waren. Op 1 augustus 1944 werd hij met de leiding van het 6e Roemeense Legerkorps belast, waarna hij aansluiten vanaf 21 augustus 1944 de korpsstaf Abraham aanvoerde. Drie dagen later werd hij voor een opleiding als bevelvoerend-generaal naar Hirschberg gecommandeerd, om in september 1944 de leiding over de groep Abraham (76e Infanteriedivisie, 2e Hongaarse Reservedivisie) over te nemen. Op 27 september 1944 was hij opnieuw commandant van de 76e Infanteriedivisie, totdat hij op 11 oktober 1944 terug moest keren om opnieuw het leiderschap van de groep Abraham (deze keer 76e Infanteriedivisie, Hongaarse 12e Reservedivisie en het Hongaarse commando Großwardein) over te nemen. Op 21 oktober 1944 werd hij opnieuw naar het Führerreserve overgeplaatst. Op 13 december 1944 werd hij plaatsvervangend commandant van het 63e Legerkorps. Met zijn bevordering tot General der Infanterie op 1 maart 1945, werd hij ook tot bevelvoerend-generaal van het 63e Legerkorps benoemd.

### Einde van de oorlog
Als bevelvoerend-generaal van het 63e Legerkorps raakte Abraham na de capitulatie van nazi-Duitsland in Amerikaans krijgsgevangenschap, waarvan hij op 17 augustus 1947 weer vrijgelaten werd.
Er is verder niets bekend over het verloop van zijn leven. Abraham overleed op 7 maart 1971 in Wiesbaden.

## Carrière
Abraham bekleedde verschillende rangen in zowel de Deutsches Heer als Heer. De volgende tabel laat zien dat de bevorderingen niet synchroon liepen.
| Datums                              | Deutsches Heer                         | Polizei             | Heer                   |
| ----------------------------------- | -------------------------------------- | ------------------- | ---------------------- |
| 4 augustus 1914                     | Kriegsfreiwilliger                     | —                   | —                      |
| 6 december 1914                     | Gefreiter                              | —                   | —                      |
| 15 maart 1915                       | Unteroffizier                          | —                   | —                      |
| 12 mei 1915                         | Vizefeldwebel en Offiziersaspirant     | —                   | —                      |
| 11 juli 1915                        | Leutnant der Reserve                   | —                   | —                      |
| 21 mei 1920 - 20 mei 1920           | —                                      | Polizeileutnant     | —                      |
| 9 september 1920                    | Charakter als Oberleutnant der Reserve | —                   | —                      |
| 14 juni 1920                        | —                                      | Polizeioberleutnant | —                      |
| 9 april 1925                        | —                                      | Polizeihauptmann    | —                      |
| 20 april 1934                       | —                                      | Polizeimajor        | —                      |
| 15 oktober 1935                     | —                                      | —                   | Major                  |
| 30 september 1938                   | —                                      | —                   | Oberstleutnant         |
| 14 augustus 1941 - 1 september 1941 | —                                      | —                   | Oberst                 |
| 15 mei 1943 - 1 juni 1943           | —                                      | —                   | Generalmajor           |
| 20 maart 1944 - 1 april 1944        | —                                      | —                   | Generalleutnant        |
| 26 februari 1945 - 16 maart 1945    | —                                      | —                   | General der Infanterie |

## Onderscheidingen
Selectie:
- Ridderkruis van het IJzeren Kruis met Eikenloof[3] (nr.516) op 26 juni 1944 als Generalleutnant en Commandant van de 76e Infanteriedivisie[5][4][7]/ XXIX.Armee-Korps / Heeresgruppe Südukraine[8]
- Ridderkruis van het IJzeren Kruis[3] (nr.1311) op 13 november 1942 als Oberst en Commandant van het 230e Infanterieregiment[5][4]/ 76e Infanteriedivisie[7]/ VIII.Armee-Korps / 6e Leger / Heeresgruppe B[8]
- IJzeren Kruis 1914, 1e Klasse[3][4] (27 juni 1917)[5][8] en 2e Klasse[3][4] (2 september 1915)[5][8]
- Herhalingsgesp bij IJzeren Kruis 1939, 1e Klasse (21 juni 1940)[5][8] en 2e Klasse (10 maart 1940)[5][8]
- Duits Kruis in goud[3] (86/3) op 7 maart 1942[7] als Oberst en commandant van het 230e Infanterieregiment[5][8]
- Erekruis voor Frontstrijders in de Wereldoorlog op 1 december 1934[5][5]
- Storminsigne van de Infanterie op 3 juni 1943[5][8]
- Commandeur in de Orde van de Kroon van Roemenië met Zwaarden[3] op 22 juni 1942[5][8]
- Kruis voor Militaire Verdienste, 3e Klasse met Oorlogsdecoratie op 20 maart 1917[5][5]
- Dienstonderscheiding van Leger, 2e Klasse (25 dienstjaren) op 2 oktober 1936